# Lacmellea
Lacmellea é um género botânico pertencente à família Apocynaceae.